# リチャード・クロムウェル (俳優)
リチャード・クロムウェル（Richard Cromwell、1910年1月8日 - 1960年10月11日）は、アメリカ合衆国の俳優。カリフォルニア州ロングビーチ出身。

## 出演作品
- 若き日のリンカン
- 黒蘭の女
- 風雲のベンガル
- さらば海軍兵学校
- ベンガルの槍騎兵
- 心の緑野
- 新世紀
- 愛に叛く者
- 鉄血士官校